# Haddock's Hall
Haddock's Hall es un edificio comercial histórico ubicado en Piermont en el condado de Rockland, Nueva York. Fue construido alrededor de 1875 como edificio de uso comercial/cívico. Está hecho de ladrillo y tiene 3 pisos. Originalmente fue construido para su uso como tienda, almacén y sala multiusos.
Fue incluido en el Registro Nacional de Lugares Históricos en 1991. 